# (27845) Josephmeyer
(27845) Josephmeyer est un astéroïde de la ceinture principale.

## Description
(27845) Josephmeyer est un astéroïde de la ceinture principale. Il fut découvert le 5 octobre 1994 à Tautenburg par Freimut Börngen. Il présente une orbite caractérisée par un demi-grand axe de 2,37 UA, une excentricité de 0,16 et une inclinaison de 3,4° par rapport à l'écliptique.

## Compléments